# عدسک پرریشه (سرده)
عدسک پرریشه (نام علمی: Spirodela) نام یک سرده از تیره گل‌شیپوریان است.